# Soudron
Soudron est une commune française, située dans le département de la Marne en région Grand Est.

## Géographie
| Villeseneux                        | Germinon      | Cheniers                                |
| Clamanges                          | Soudron       | Nuisement-sur-Coole, Breuvery-sur-Coole |
| Lenharrée, Vassimont-et-Chapelaine | Bussy-Lettrée | Vatry                                   |

### Hydrographie
La commune est dans la région hydrographique « la Seine de sa source au confluent de l'Oise (exclu) » au sein du bassin Seine-Normandie. Elle est drainée par la Soude, le ruisseau de la Pelle et divers autres petits cours d'eau,.
La Soude, d'une longueur de 23 km, prend sa source dans la commune de Soudé et se jette  dans la Somme-Soude à Villeseneux, après avoir traversé six communes. Les caractéristiques hydrologiques de la Soude sont données par la station hydrologique située sur la commune. Le débit moyen mensuel est de 0,54 m3/s. Le débit moyen journalier maximum est de 3,48 m3/s, atteint lors de la crue du 19 mars 1970. Le débit instantané maximal est quant à lui de 3,49 m3/s, atteint le 18 mars 1970.

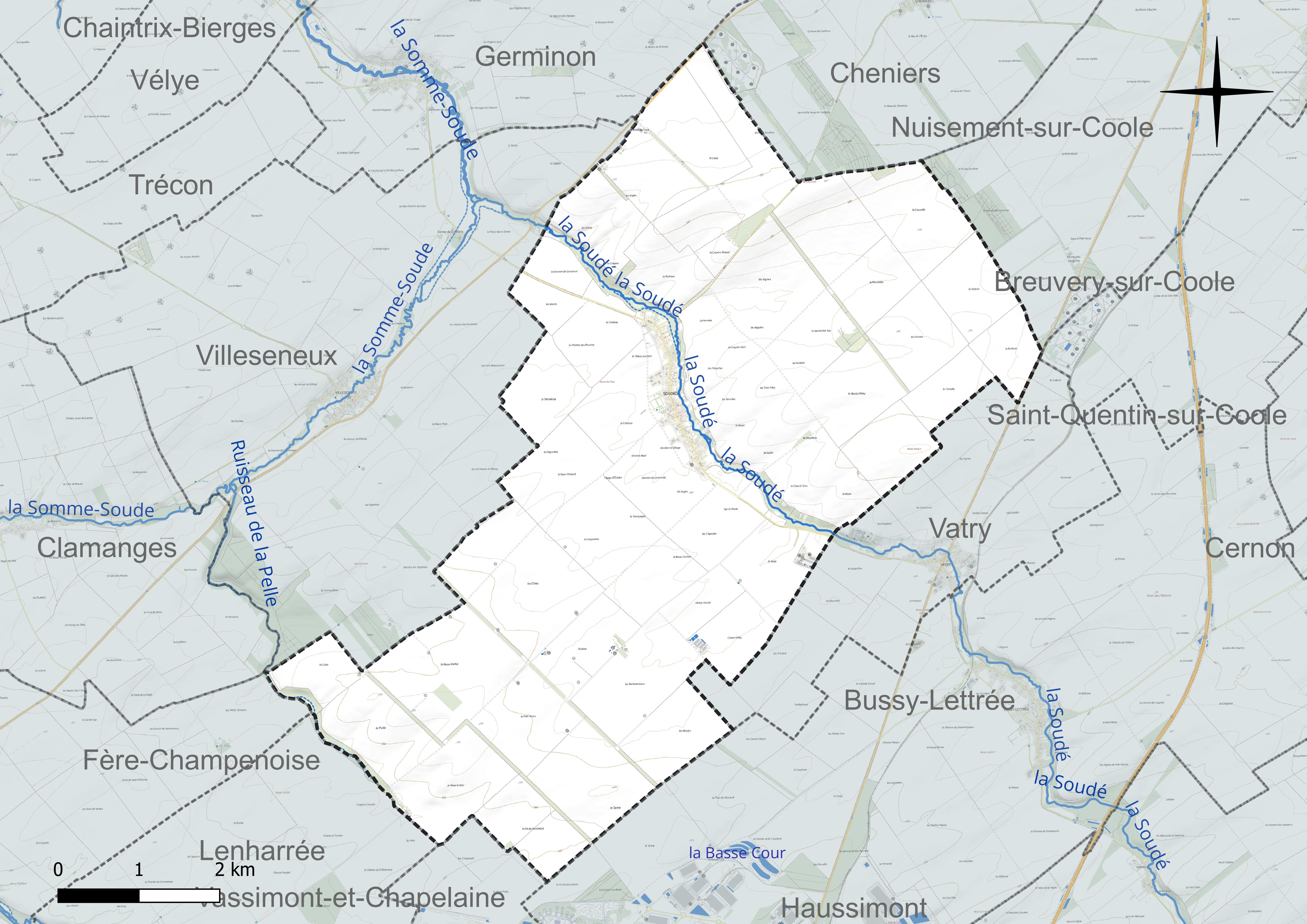
Réseau hydrographique de Soudron.

### Climat
Pour des articles plus généraux, voir Climat du Grand Est et Climat de la Marne.
En 2010, le climat de la commune est de type climat océanique dégradé des plaines du Centre et du Nord, selon une étude du Centre national de la recherche scientifique s'appuyant sur une série de données couvrant la période 1971-2000. En 2020, Météo-France publie une typologie des climats de la France métropolitaine dans laquelle la commune est exposée à un climat océanique altéré et est dans la région climatique  Nord-est du bassin Parisien, caractérisée par un ensoleillement médiocre, une pluviométrie moyenne régulièrement répartie au cours de l’année et un hiver froid (3 °C). 
Pour la période 1971-2000, la température annuelle moyenne est de 10,4 °C, avec une amplitude thermique annuelle de 15,9 °C. Le cumul annuel moyen de précipitations est de 716 mm, avec 11,8 jours de précipitations en janvier et 8 jours en juillet. Pour la période 1991-2020, la température moyenne annuelle observée sur la station météorologique de Météo-France la plus proche, « Vatry-aéro », sur la commune de Vatry à 4 km à vol d'oiseau, est de 11,0 °C et le cumul annuel moyen de précipitations est de 654,9 mm. 
La température maximale relevée sur cette station est de 41,1 °C, atteinte le 25 juillet 2019 ; la température minimale est de −15,3 °C, atteinte le 1er janvier 1997,,. 
Les paramètres climatiques de la commune ont été estimés pour le milieu du siècle (2041-2070) selon différents scénarios d'émission de gaz à effet de serre à partir des nouvelles projections climatiques de référence DRIAS-2020. Ils sont consultables sur un site dédié publié par Météo-France en novembre 2022.

## Urbanisme

### Typologie
Au 1er janvier 2024, Soudron est catégorisée commune rurale à habitat dispersé, selon la nouvelle grille communale de densité à sept niveaux définie par l'Insee en 2022.
Elle est située hors unité urbaine. Par ailleurs la commune fait partie de l'aire d'attraction de Châlons-en-Champagne, dont elle est une commune de la couronne,. Cette aire, qui regroupe 97 communes, est catégorisée dans les aires de 50 000 à moins de 200 000 habitants,.

### Occupation des sols
L'occupation des sols de la commune, telle qu'elle ressort de la base de données européenne d’occupation biophysique des sols Corine Land Cover (CLC), est marquée par l'importance des territoires agricoles (96,1 % en 2018), une proportion sensiblement équivalente à celle de 1990 (96,3 %). La répartition détaillée en 2018 est la suivante : 
terres arables (96,1 %), forêts (2,6 %), zones urbanisées (1,2 %), milieux à végétation arbustive et/ou herbacée (0,1 %). L'évolution de l’occupation des sols de la commune et de ses infrastructures peut être observée sur les différentes représentations cartographiques du territoire : la carte de Cassini (XVIIIe siècle), la carte d'état-major (1820-1866) et les cartes ou photos aériennes de l'IGN pour la période actuelle (1950 à aujourd'hui).

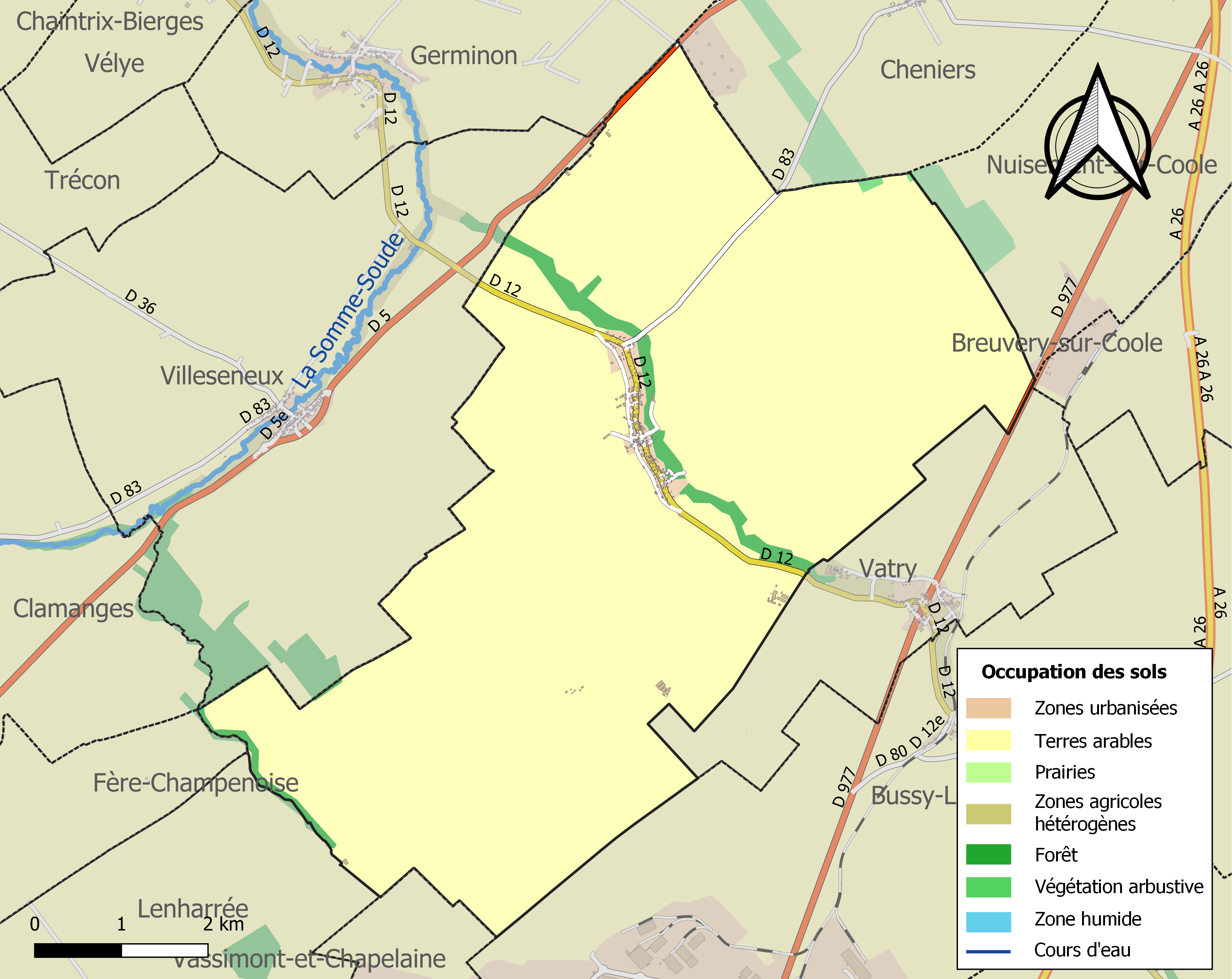
Carte des infrastructures et de l'occupation des sols de la commune en 2018 (CLC).

## Toponymie
Le nom de la localité est attesté sous les formes Salderum (865) ; « Ecclesia Sancte Marie de Saldero » (1107) ; Solderulum (1121) ; Solderon (1187) ; Souderulum (fin du XIIe siècle) ; Souderum (1201) ; Souderon (1211) ; Souderum (1222) ; Sodderon (vers 1222) ; Souderonnum (1242) ; Sauderon (vers 1252) ; Soldereium (XIIIe siècle) ; Soderon (1362) ; Souldronnum (1405) ; Solderon (1480) ; Soulderon (1489) ; Souldron (1496) ; Solderon (1501).

Ce toponyme serait une déformation par l'addition d'un suffixe diminutif, du nom de la rivière la Soude qui traverse le territoire de la commune.

## Politique et administration

### Intercommunalité
Conformément au schéma départemental de coopération intercommunale de la Marne du 15 décembre 2011, la commune antérieurement membre de la communauté de communes de l'Europort, est désormais membre de la nouvelle communauté d'agglomération Cités-en-Champagne.
Celle-ci résulte en effet de la fusion,  au 1er janvier 2014, de l'ancienne communauté d'agglomération de Châlons-en-Champagne, de la communauté de communes de l'Europort, de la communauté de communes de Jâlons (sauf la commune de Pocancy qui a rejoint la communauté de communes de la Région de Vertus) et de la communauté de communes de la Région de Condé-sur-Marne,.

### Liste des maires
| Période                                  | Période                      | Identité                     | Étiquette | Qualité    |
| ---------------------------------------- | ---------------------------- | ---------------------------- | --------- | ---------- |
| Les données manquantes sont à compléter. |                              |                              |           |            |
| An IX - 1800                             | 1807                         | Joseph Louis                 |           |            |
| 1808                                     | 1809                         | Pierre Clément               |           |            |
| 1810                                     | 1836                         | Memmie Desallangre           |           |            |
| 1836                                     | 1863                         | Louis Joseph Desallangre     |           |            |
| 1863                                     | 1868                         | Pierre Nicolas Desallangre   |           |            |
| 1869                                     | 1871                         | Auguste Pouillot             |           | Remplaçant |
| 1871                                     | 1873                         | Frédéric Prévost             |           |            |
| 1874                                     | 1876                         | Antoine Zacharie Desallangre |           |            |
| 1876                                     | 1877                         | Auguste Pouillot             |           |            |
| 1878                                     | 1881                         | Gustave Évrain               |           | Docteur    |
| 1881                                     | 1890                         | Florimond Desallangre        |           |            |
| 1891                                     | 1900                         | Gustave Évrain               |           | Docteur    |
| 1901                                     | après 1902                   | Théogène Champion            |           |            |
| mars 2008                                | mars 2014                    | Jean-Jacques Weber           |           |            |
| mars 2014                                | En cours (au 4 juillet 2014) | Alain Fleuriet               |           |            |

### Jumelages
- Schluttenbach (Allemagne) depuis 1961, voir Schluttenbach (de)

## Démographie
L'évolution du nombre d'habitants est connue à travers les recensements de la population effectués dans la commune depuis 1793. Pour les communes de moins de 10 000 habitants, une enquête de recensement portant sur toute la population est réalisée tous les cinq ans, les populations de référence des années intermédiaires étant quant à elles estimées par interpolation ou extrapolation. Pour la commune, le premier recensement exhaustif entrant dans le cadre du nouveau dispositif a été réalisé en 2004.
En 2022, la commune comptait 299 habitants, en évolution de −1,97 % par rapport à 2016 (Marne : −1,19 %, France hors Mayotte : +2,11 %).
| 1793 | 1800 | 1806 | 1821 | 1831 | 1836 | 1841 | 1846 | 1851 |
| ---- | ---- | ---- | ---- | ---- | ---- | ---- | ---- | ---- |
| 500  | 545  | 497  | 406  | 533  | 430  | 456  | 403  | 407  |

| 1856 | 1861 | 1866 | 1872 | 1876 | 1881 | 1886 | 1891 | 1896 |
| ---- | ---- | ---- | ---- | ---- | ---- | ---- | ---- | ---- |
| 388  | 336  | 320  | 317  | 318  | 306  | 295  | 261  | 248  |

| 1901 | 1906 | 1911 | 1921 | 1926 | 1931 | 1936 | 1946 | 1954 |
| ---- | ---- | ---- | ---- | ---- | ---- | ---- | ---- | ---- |
| 250  | 258  | 247  | 251  | 248  | 272  | 228  | 258  | 264  |

| 1962 | 1968 | 1975 | 1982 | 1990 | 1999 | 2004 | 2006 | 2009 |
| ---- | ---- | ---- | ---- | ---- | ---- | ---- | ---- | ---- |
| 307  | 288  | 243  | 249  | 287  | 297  | 253  | 250  | 308  |

| 2014 | 2019 | 2022 | - | - | - | - | - | - |
| ---- | ---- | ---- | - | - | - | - | - | - |
| 307  | 292  | 299  | - | - | - | - | - | - |

## Économie
Quelques puits de pétrole se trouvent sur le territoire de la commune.

## Culture locale et patrimoine

### Lieux et monuments
- Église Saints-Pierre-et-Paul, classée « Monument historique », du XIIe siècle et XIIIe siècle. (Images sur le site catholique-chalons-en-champagne.cef.fr).
  - Remarquable retable en pierre du XVIe siècle, représentant les scènes de la Passion.
  - Poutre de gloire du XVIe siècle.

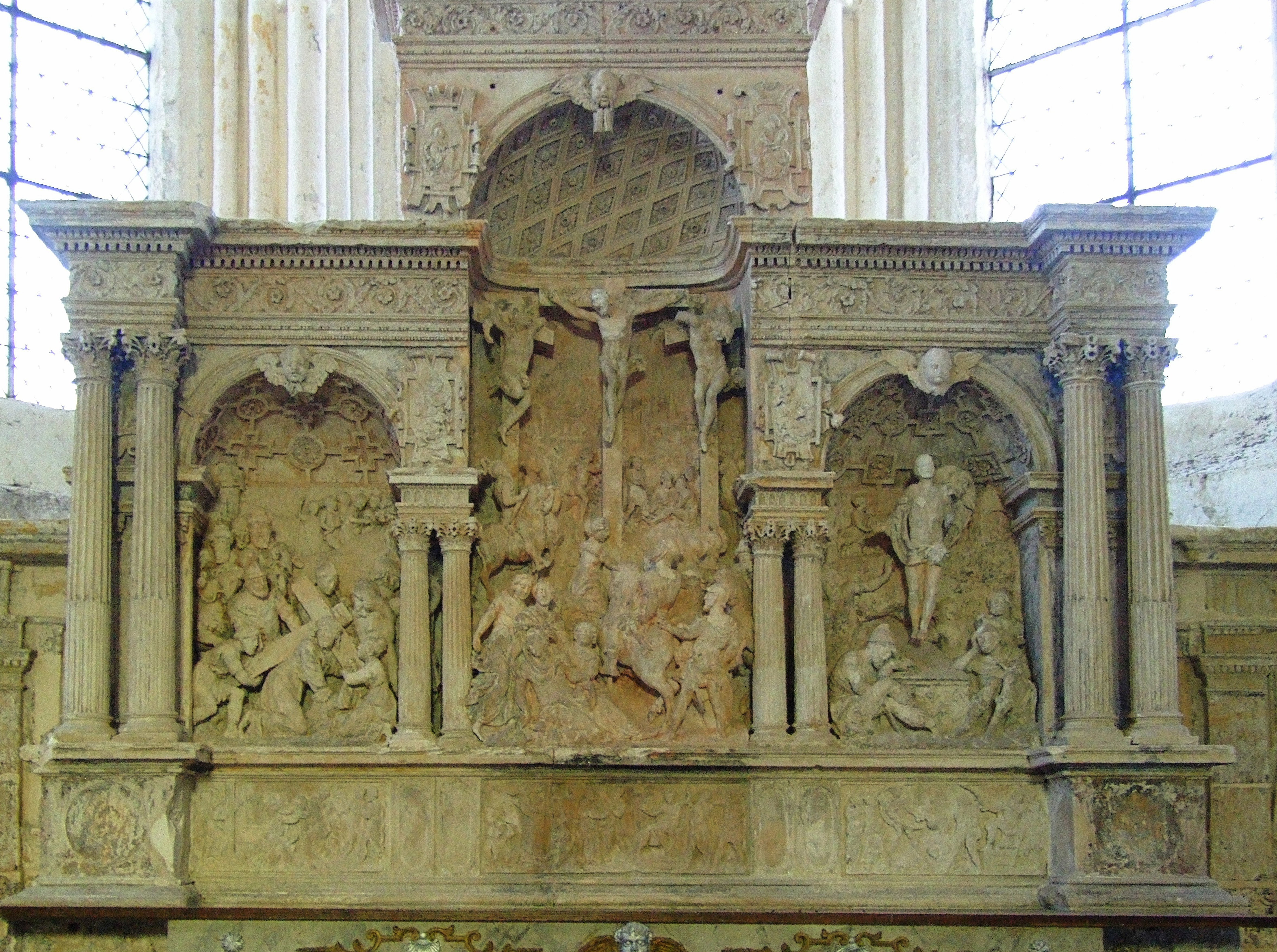
Le retable de l'église de Soudron.
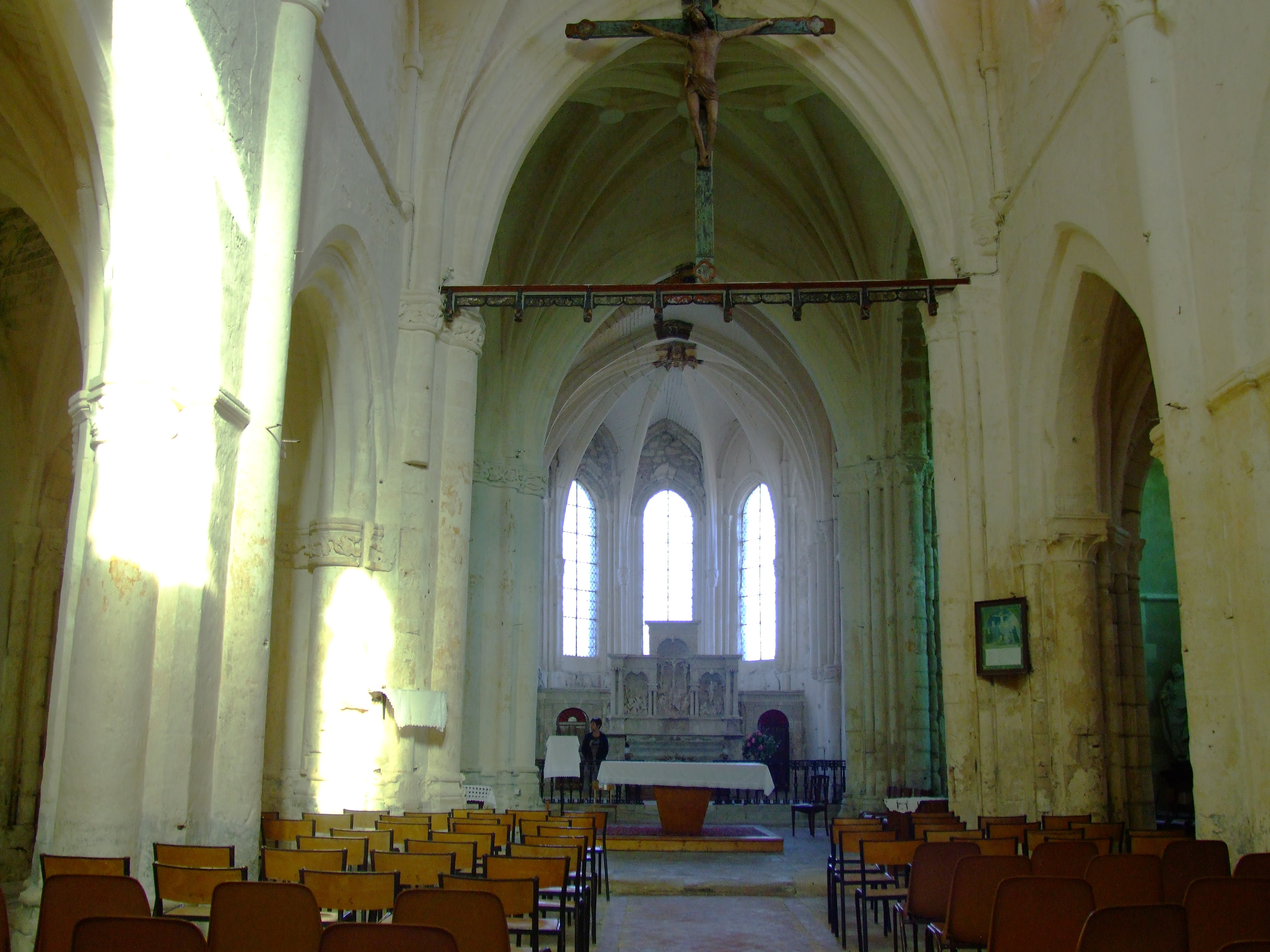
La nef avec la poutre de gloire.
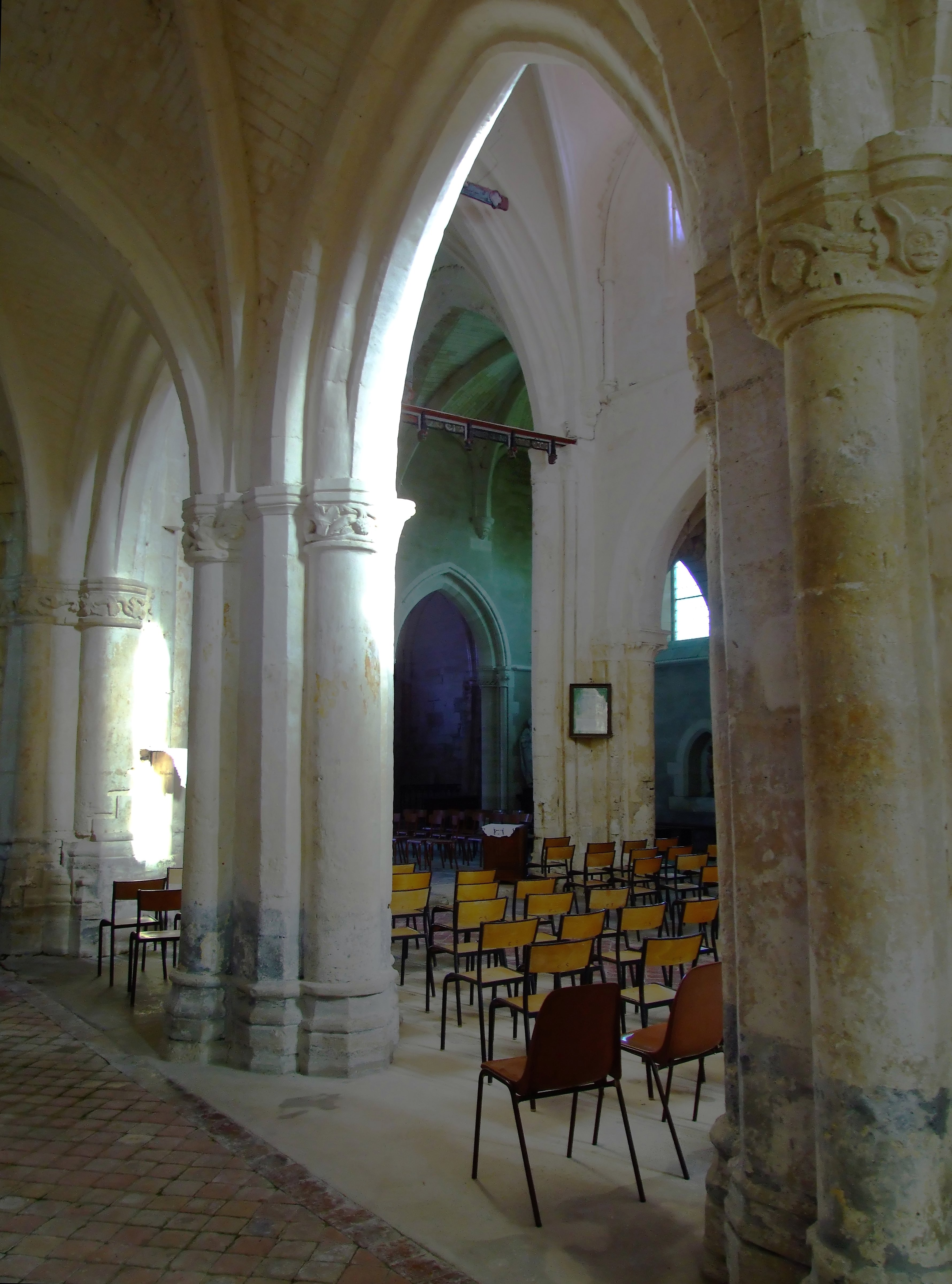
La nef vue d'un bas-côté.
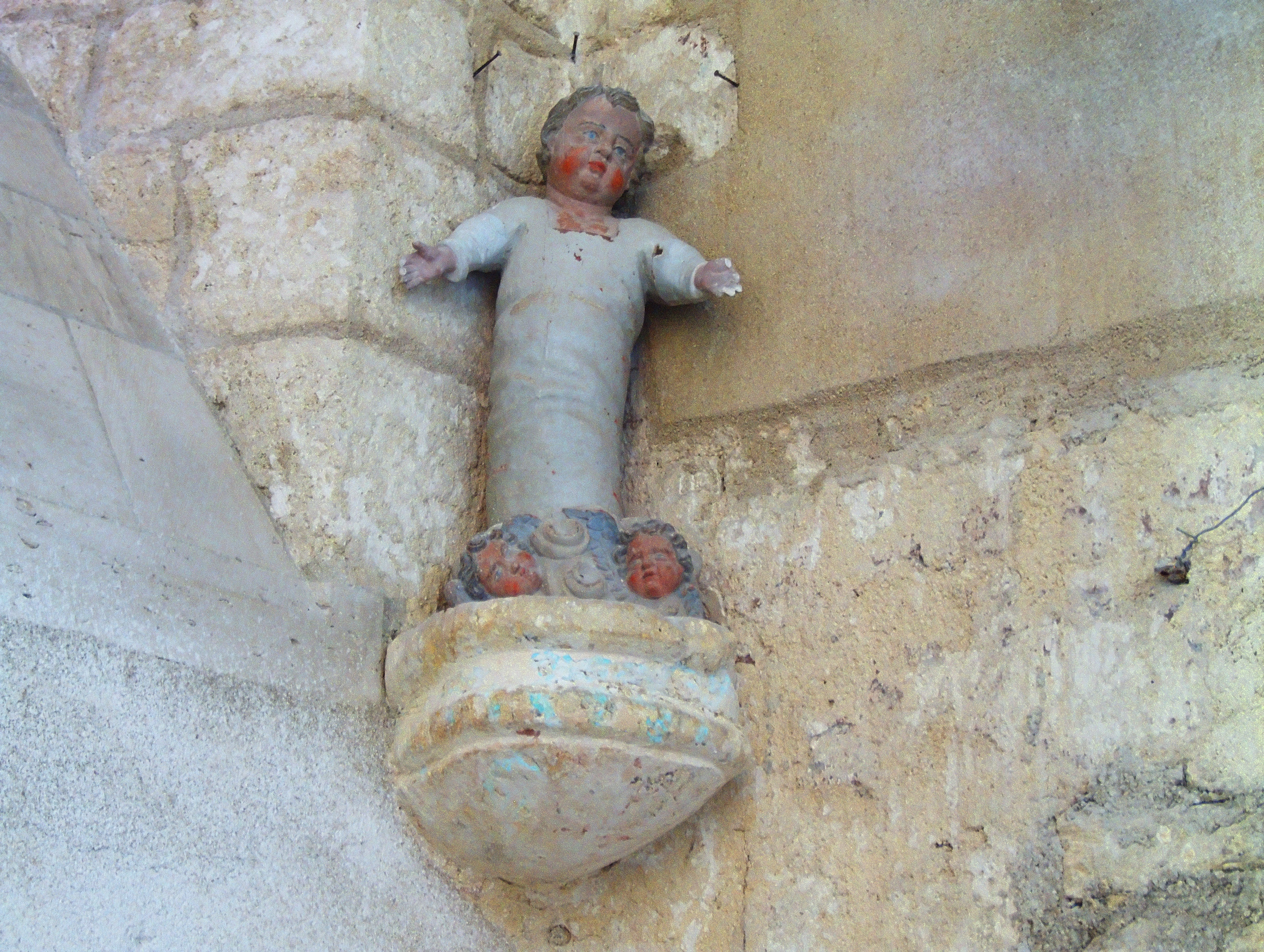
Statuette polychrome.
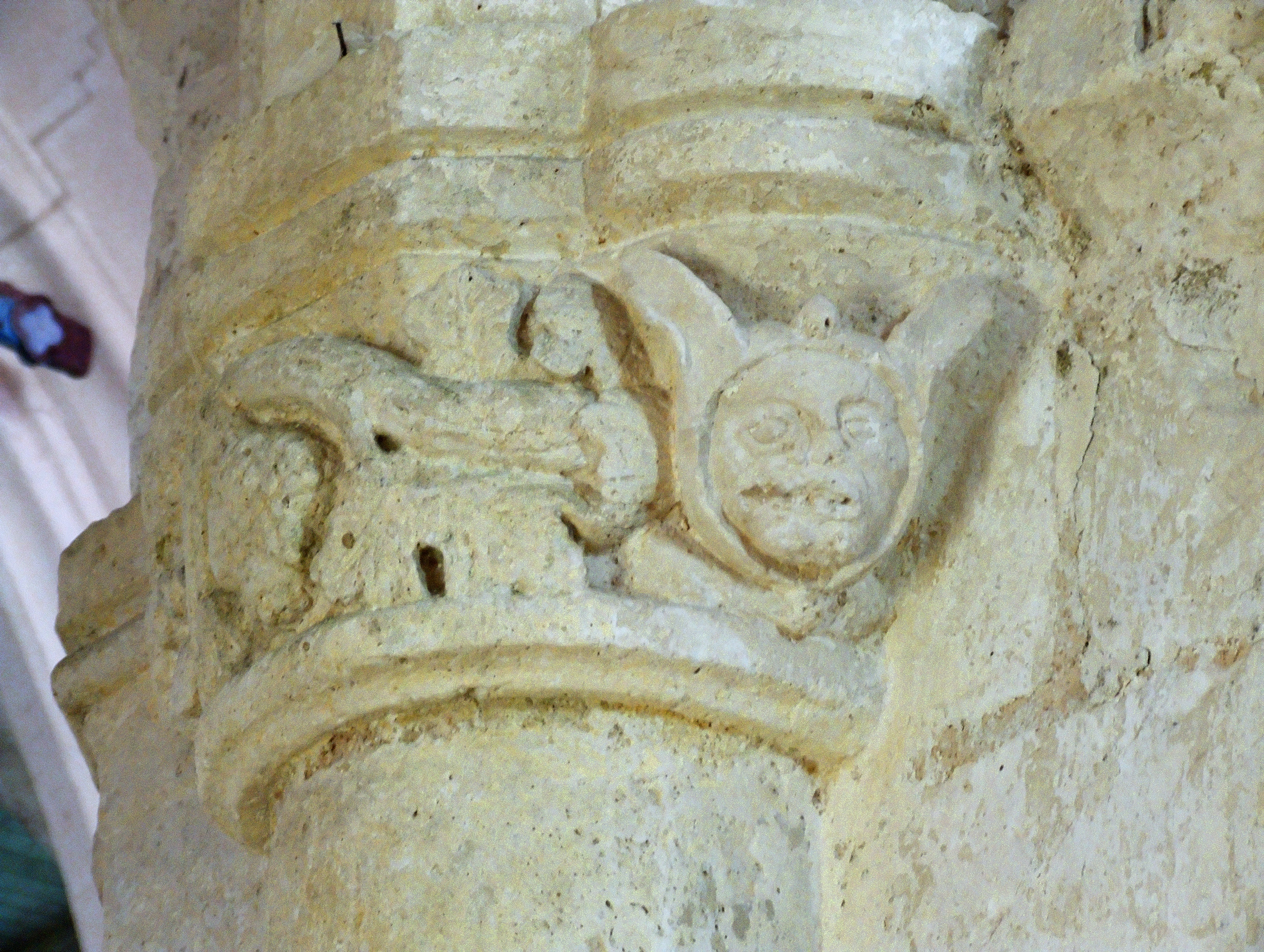
Détail d'un chapiteau.
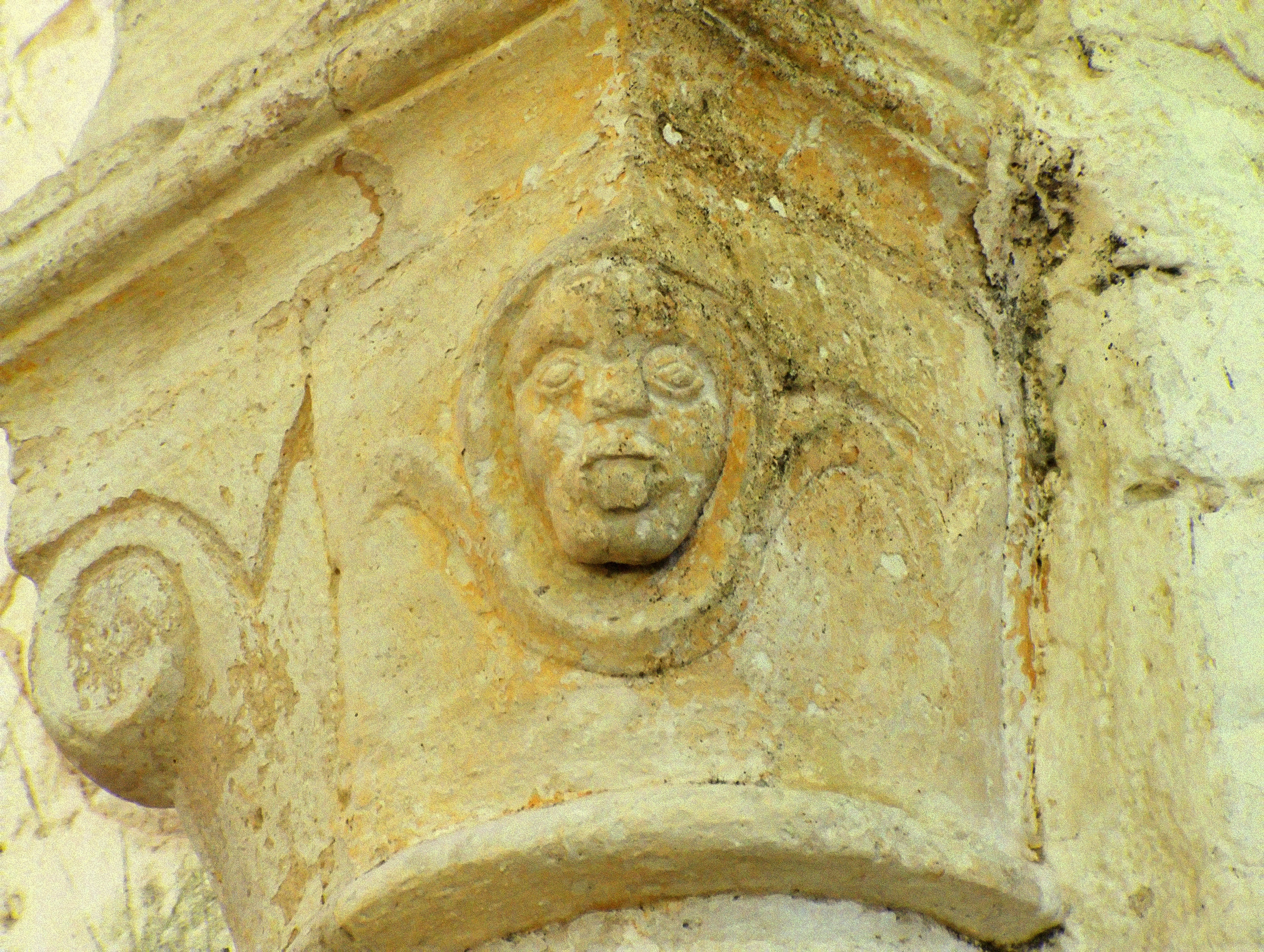
Détail d'un chapiteau.
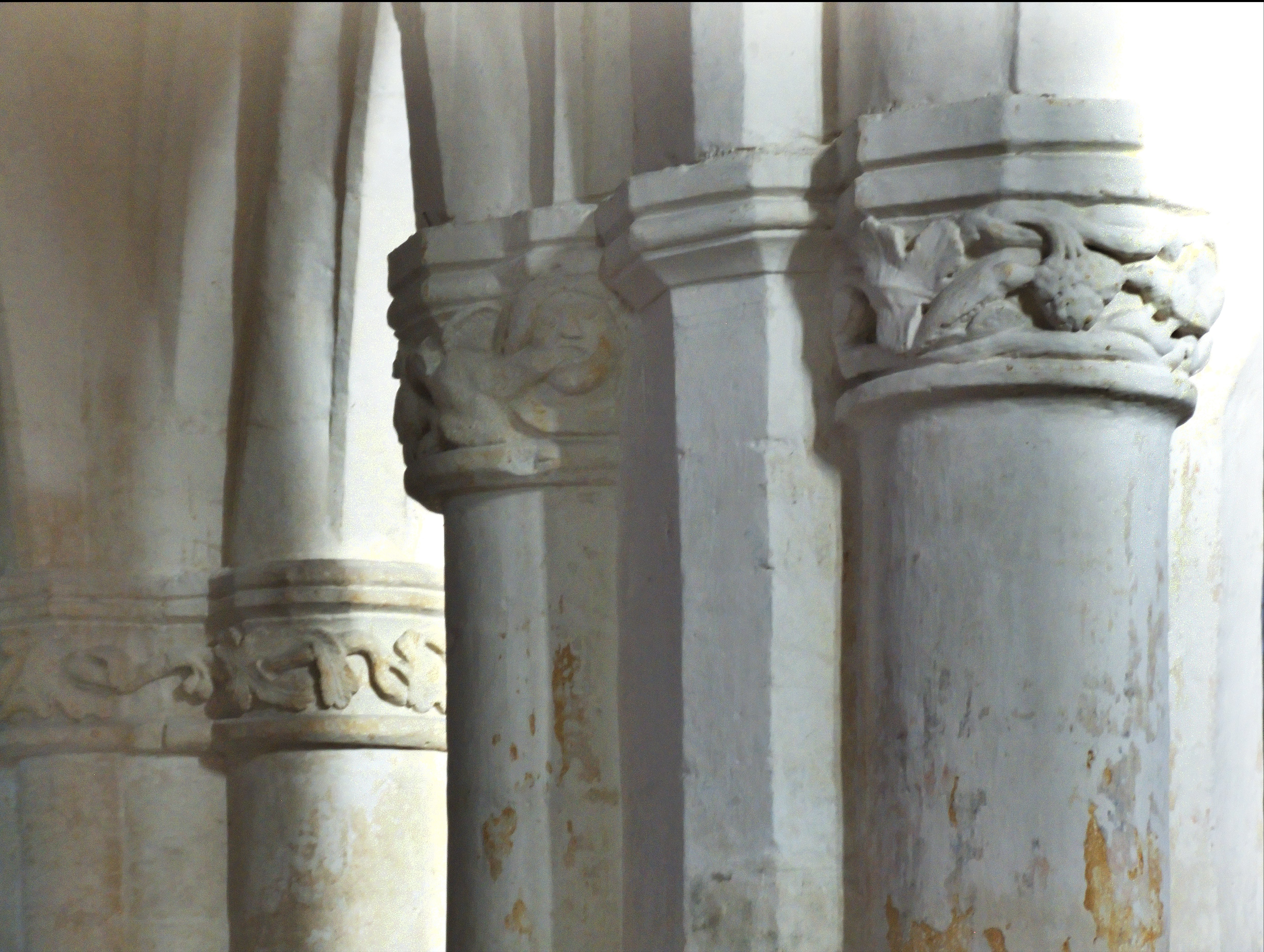
Chapiteaux de l'église.
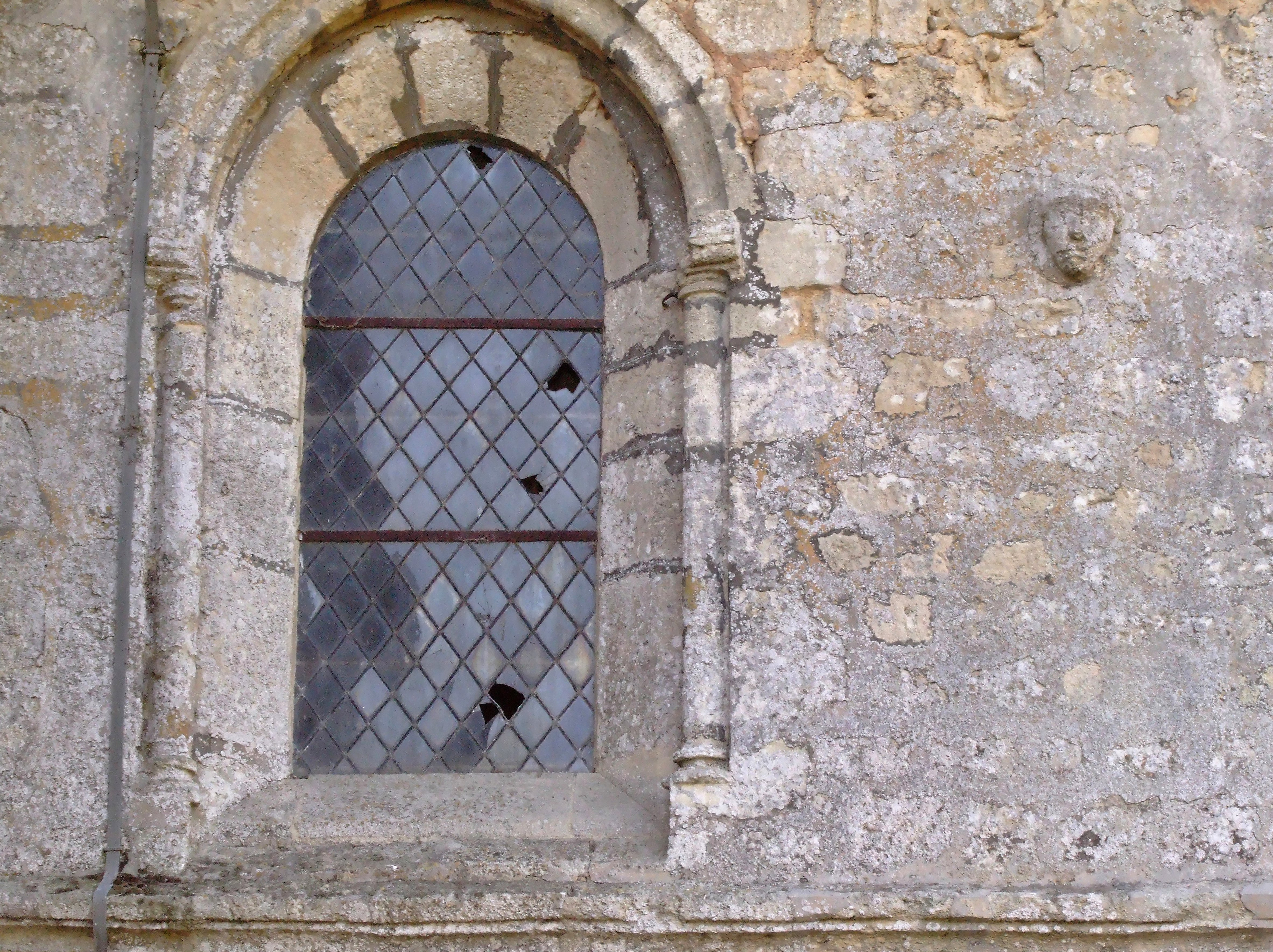
Visage sculpté dans un mur extérieur.